# Mariposa (rivière)
Pour les articles homonymes, voir Mariposa.
La Mariposa est un petite rivière qui prend sa source dans le comté de Mariposa, en Californie. 
Elle traverse la ville de Mariposa puis vers le sud-ouest à travers les contreforts de la Sierra, dans et à travers la vallée de San Joaquin dans le comté de Merced, et vide les marécages du fleuve San Joaquin au sud de la ville de Merced.